# 2030年6月1日日食
2030年6月1日日食是一次日環食，將發生於2030年6月1日（北美洲西北部的部分日偏食區域為5月31日）。新月當天（即朔日），地球上觀測到月球和太阳的角距離極小，此時月球如果恰好在月球交點附近，穿過太阳和地球之間，與地球、太阳接近一直線，則會出現日食。月球穿過太阳和地球之間，但距地球較遠，本影未能接觸地表，而使偽本影覆蓋的區域內看到月球的角直徑小於太陽，就形成日環食，同時在偽本影兩側數千公里的半影範圍內形成日偏食。此次日環食經過了阿爾及利亞、突尼西亞、利比亞、马耳他、希臘、土耳其、保加利亞、烏克蘭、俄羅斯、哈薩克斯坦、中國、日本，日偏食則覆蓋了歐亞大陸大部、非洲北部、北美洲北部。

## 日食概況

### 出現區域
阿爾及利亞瓦爾格拉省西南部與蓋爾達耶省和塔曼拉塞特省交界處最先在日出時看到此次日環食，隨後月球偽本影向東北移動，穿過北非、地中海，經過歐洲東半部和土耳其西北部，穿過黑海，擦過烏克蘭東南部，進入俄羅斯，又經過哈薩克斯坦北部後在俄羅斯新西伯利亞州謝韋爾諾耶區東部距與托木斯克州交界處2.3公里處達到最大食分。此後偽本影逐漸轉向東南移動，穿過中國東北地區北部，跨過日本海，斜貫日本北海道後，最終在日落時分結束於千島群島和威克島之間的北太平洋。全過程中，偽本影完全覆蓋了3個首都——利比亞的黎波里、马耳他瓦莱塔、希臘雅典。環食帶均在國際日期變更線以西，在6月1日看到日環食。
偽本影經過的陸地將包括：
- 阿尔及利亚：自西南向東北斜貫瓦爾格拉省並經過蓋爾達耶省東部和塔曼拉塞特省北部一角，此後經過瓦迪省東南部；
- 突尼西亞：吉比利省中南部、泰塔溫省除南端邊境外的絕大部分、加貝斯省南半部、梅德寧省；
- 利比亞：納盧特省北部、努加特海姆斯省、西山省北部、扎維耶省、吉法拉省、米蘇拉塔省極西北角、的黎波里省、邁爾蓋卜省西北半部；
- 馬爾他：姆賈爾除北部外的大部、聖保羅灣城除西北部外的大部，及上述地區以東南各地；
- 希腊：伊奧尼亞群島大區的莱夫卡斯专区及其以南各島嶼、伯罗奔尼撒大区除東南角外的絕大部分、西希腊大区、伊庇鲁斯大区南部、中希臘大區、阿提卡大區除基西拉島外的絕大部分、色萨利大区中南部、中马其顿大区東南部、南愛琴大區的凱阿島、基斯諾斯島北部、伊亞羅斯島除東南角外的絕大部分、安德羅斯島除東南角外的絕大部分、北愛琴大區的希俄斯岛除東南部外的大部分及其以北各島嶼、东马其顿和色雷斯大区中東部；
- 土耳其：伊茲密爾省北部、恰納卡萊省、埃迪尔内省除極西北角邊境外的絕大部分、馬尼薩省西北部、巴勒克埃西爾省除東南部外的大部、泰基爾達省、克爾克拉雷利省、布爾薩省除東南部外的大部、伊斯坦堡省、科賈埃利省、比萊吉克省西北部、薩卡里亞省除東南部外的大部、迪茲傑省西北半部、宗古爾達克省除東南部外的大部、巴爾滕省中北部、卡斯塔莫努省西北部；
- 保加利亚：克爾賈利州東南部、哈斯科沃州東南部、揚博爾州東南角、布爾加斯州東南部；
- 乌克兰：經過有爭議的克里米亞自治共和國中東部和塞瓦斯托波爾，並擦過赫爾松州極東南角、扎波羅熱州的別爾江斯克岬（烏克蘭語：Бердянська коса）、顿涅茨克州東南角、盧甘斯克州東南角；
- 俄羅斯：第一次入境經過克拉斯諾達爾邊疆區西北半部、阿迪格共和國西北部、羅斯托夫州中南部、斯塔夫羅波爾邊疆區西北角、卡爾梅克共和國西部和北部、伏爾加格勒州東南半部、阿斯特拉罕州西北部、薩拉托夫州東部、薩馬拉州東南角、奧倫堡州中部偏西、巴什科爾托斯坦共和國東南半部、車里雅賓斯克州東南部、庫爾干州中南部、秋明州南部，自西向東貫穿鄂木斯克州，經過新西伯利亞州北部、托木斯克州南部、克麥羅沃州北部，貫穿克拉斯諾亞爾斯克邊疆區南部、伊爾庫茨克州中部偏南、布里亞特共和國中部偏北、外貝加爾邊疆區，第二次入境經過阿穆爾州南部、哈巴羅夫斯克邊疆區極西南角、猶太自治州中南部，第三次入境經過哈巴羅夫斯克邊疆區南部並自西北向東南貫穿濱海邊疆區中部偏北，其中最大食分位於新西伯利亞州謝韋爾諾耶區東部距與托木斯克州交界處2.3公里處；
- ：第一次入境經過西哈薩克斯坦州中北部和阿特勞州極西北角，第二次入境擦過阿克托貝州極西北角，第三次入境經過庫斯塔奈州北部和北哈薩克斯坦州西北部；
- 中国：自西北向東南斜貫內蒙古自治區呼倫貝爾市東北部和黑龍江省中部偏北；
- 日本：自西北向東南斜貫北海道。[3][4]

除了上述狹窄的環食帶內能看到日環食之外，月球半影覆蓋範圍內都將能看到日偏食，包括整個歐洲，非洲的北非大陸部分除摩洛哥西南角外的絕大部分、西撒哈拉東半部、西非東北半部、中部非洲中北部、東非北部，亞洲的西亞、中亞、印度次大陸中北部、東亞、中南半島北部、菲律賓中北部，大洋洲的密克羅尼西亞島群西北部，北美洲的格陵蘭、加拿大北部、美国阿拉斯加州除東南部外的大部。其中大部分地區都在6月1日看到日食，加拿大西北部和阿拉斯加在5月31日看到日食，加拿大北部的部分極晝區域內日食從5月31日子夜前不久開始，在6月1日凌晨結束。

此次日環食過程中月影在地表移動的動畫

### 基本參數
- 類型：日環食
- 食甚中心處（位於俄羅斯新西伯利亞州謝韋爾諾耶區東部）資料：
  - 時間：2030年6月1日6:27:55.6
  - 地點：56°31.5′N 80°4.5′E / 56.5250°N 80.0750°E
  - 食分：0.9443（環食帶內最大）
  - 偽本影寬度：249.6公里
  - 日環食持續時間：5分20.8秒
- 環食最長處資料：
  - 時間：2030年6月1日6:28:38
  - 地點：56°33′N 80°31′E / 56.550°N 80.517°E
  - 偽本影寬度：249.6公里
  - 日環食持續時間：5分20.8秒[6]

## 相關的日食

### 2029-2032年的日食
月球交替位於相對的月球交點時，以半個交點年（食年），即約177天又4小時間隔出現下列日食。
註：2029年1月14日和2029年7月11日的日偏食屬於上一組交點年系列。
| 日食列表  |           |           |           |           |           |           |           |           |           |           |           |
| 1997-2000 | 2000-2003 | 2004-2007 | 2008-2011 | 2011-2014 | 2015-2018 | 2018-2021 | 2022-2025 | 2026-2029 | 2029-2032 | 2033-2036 | 2036-2039 |

| 降交點   | 降交點                   |          | 升交點                   | 升交點 |
| 沙羅周期 | 地圖                     | 沙羅周期 | 地圖                     |        |
| 118      | 2029年6月12日 偏食（北） | 123      | 2029年12月5日 偏食（南） |        |
| 128      | 2030年6月1日 環食        | 133      | 2030年11月25日 全食      |        |
| 138      | 2031年5月21日 環食       | 143      | 2031年11月14日 全環食    |        |
| 148      | 2032年5月9日 環食        | 153      | 2032年11月3日 偏食（北） |        |

### 沙羅周期
沙羅週期長度為18年11天。本次日食屬於沙羅週期128，共包含73次日食，依次為984年8月29日至1399年5月6日的24次日偏食、1417年5月16日至1471年6月18日的4次日全食、1489年6月28日至1543年7月31日的4次全環食（亦稱混合食）、1561年8月11日至2120年7月25日的32次日環食、2138年8月5日至2282年11月1日的9次日偏食，總共歷時1298.17年。其中最長的全食發生於1453年6月7日，共持續了1分45秒。
下表列舉了1901年至2100年間發生的屬於該周期的日食，是第52至62次：
| 52            | 53            | 54            |
| ------------- | ------------- | ------------- |
| 1904年3月17日 | 1922年3月28日 | 1940年4月7日  |
| 55            | 56            | 57            |
| 1958年4月19日 | 1976年4月29日 | 1994年5月10日 |
| 58            | 59            | 60            |
| 2012年5月20日 | 2030年6月1日  | 2048年6月11日 |
| 61            | 62            |               |
| 2066年6月22日 | 2084年7月3日  |               |

## 資料來源
1. ↑  樊忠玉. . 中国天文科普网.   [2018-02-05]. （原始内容存档于2014-09-17）.
2. 1 2  Fred Espenak. . NASA Eclipse Web Site.   [2018-02-05]. （原始内容存档于2020-10-24）.（英文）
3. ↑  Fred Espenak. . NASA Eclipse Web Site.   [2018-02-05]. （原始内容存档于2021-01-09）.（英文）
4. ↑  Xavier M. Jubier. .   [2018-02-05]. （原始内容存档于2018-02-05）.（法文）（英文）
5. ↑  Fred Espenak. . NASA Eclipse Web Site.   [2018-02-05]. （原始内容存档于2019-01-18）.（英文）
6. ↑  Fred Espenak. . NASA Eclipse Web Site.   [2018-02-05]. （原始内容存档于2020-10-20）.（英文）
7. ↑  Fred Espenak. . NASA Eclipse Web Site.（英文）

## 外部連結
- NASA日食專頁（页面存档备份，存于）（英文）
- 可見區域圖和時間統計：由弗雷德·埃斯佩纳克做出的日食預報，NASA/GSFC
  - Google互動地圖呈現的日食範圍
  - 貝塞爾元素
- Google地圖顯示的日環食和日偏食範圍（页面存档备份，存于）（法文）（英文）

| \| \| 日食 \|                             |                             |                                            |
| 上一次日食： 2029年12月5日日食 （日偏食） | 2030年6月1日日食 （日環食） | 下一次日食： 2030年11月25日日食 （日全食） |
| 上一次日環食： 2028年1月26日日食          | 2030年6月1日日食 （日環食） | 下一次日環食： 2031年5月21日日食           |
|                                           | 日食                        |                                            |